# 宮森和夫
宮森 和夫（みやもり かずお、1902年〈明治35年〉9月17日 - 1988年〈昭和63年〉1月9日）は、日本の実業家。丸善石油（現：コスモ石油）社長、会長。広島県三原市出身。藍綬褒章受章。

## 人物・来歴
丹羽家の四男として生まれ、小学校卒業後に宮森家の養子となる。養父の友人であった志田鉀太郎の誘いを受けて1919年に明治大学予科に入学する。1925年春に商学部を卒業し、山口銀行（三和銀行への統合を経て現：三菱UFJ銀行）に入行する。
三和銀行副頭取だった1964年、累積赤字が膨らみ経営危機が叫ばれていた丸善石油の社長を買って出て、アブダビの原油開発権益を獲得するなどして、同社を再建した。墓所は多磨霊園(4-1-41-23)

## 略歴
- 1902年（明治35年）- 出生
- 1920年（大正9年）- 麻布中学校卒業
- 1925年 - 明治大学商学部卒業。山口銀行入行。
- 1956年（昭和31年）- 三和銀行取締役
- 1957年 - 同常務取締役
- 1959年 - 同専務取締役
- 1960年 - 同取締役副頭取
- 1964年 - 丸善石油取締役社長
- 1971年 - 藍綬褒章
- 1976年 - 同会長